# 71-я пехотная дивизия (Российская империя)
71-я пехотная дивизия — пехотное соединение в составе Русской императорской армии.

## История дивизии
Впервые сформирована во время русско-японской войны в июне 1904 года, вошла в состав 5-го Сибирского армейского корпуса. 
Состав:
- 1-я бригада
  - 281-й пехотный Дрисский полк
  - 282-й пехотный Черноярский полк
- 2-я бригада
  - 283-й пехотный Бугульминский полк
  - 284-й пехотный Чембарский полк

Расформирована в марте 1906 года.
Вторично сформирована в июле 1914 года из кадра 34-й пехотной дивизии. Вошла в состав 7-й армии Одесского военного округа. 02.09.1914 прибыла на фронт и была подчинена командующему 8-й армии Юго-Западного фронта. К 23.02.1915 включена в состав 30-го армейского корпуса Юго-Западного фронта. Участвовала в Заднестровской операции 26 апреля - 2 мая 1915 г. 2 сентября 1915 года при Деражно 71-я пехотная дивизия взяла 5200 пленных, а 282-й Александрийский полк в бою взял знамя австрийского полка.

Превосходная 34-я пехотная дивизия того же VII корпуса образовала превосходную же 71-ю генерала Десино, отличившуюся в составе XXX армейского корпуса сперва в Днестровском сражении в апреле 1915 года, а осенью на Волыни, где 282-й пехотный Александрийский полк (всю войну особенно отличавшийся) взял знамя. Дивизия имела славные дела на Стоходе в Брусиловское наступление (где отличился полковник Концеров с 283-м пехотным Павлоградским полком), а в августе 1917 года поголовно легла в тучах немецкого газа под Марашештами в Румынии, остановив армию Макензена и тем геройски закончив своё существование.— А. А. Керсновский. История Русской армии

Произведя перегруппировку IX армии и понадеявшись на успех I австро-венгерской армии (левой клешни предположенных Канн), Макензен рванул утром 29 июля [1917 года] Венингером на Панчиу, а Морген — на Марашешты. Здесь разыгралось яростное побоище. Защищавшая Марашешты 71-я пехотная дивизия целиком легла в облаках фосгена. Генерал Рагоза бросил в бой конных заамурцев и авангарды подходившего V румынского корпуса. Отчаянным усилием Марашешты удалось отстоять.— А. А. Керсновский. История Русской армии
71-я артиллерийская бригада сформирована в июле 1914 года по мобилизации в г. Александрия из кадра, выделенного 34-й артиллерийской бригадой.
5 февраля 1918 года приказано 71-ю пехотную дивизию и 71-ю артиллерийскую бригаду расформировать. Датой расформирования приказано считать 12 января 1918 года.

## Состав дивизии
- 1-я бригада
  - 281-й Новомосковский пехотный полк
  - 282-й Александрийский пехотный полк
- 2-я бригада
  - 283-й Павлоградский пехотный полк
  - 284-й Венгровский пехотный полк
- 71-я артиллерийская бригада

## Командование дивизии
(Командующий в дореволюционной терминологии означал временно исполняющего обязанности начальника или командира).

### Начальники дивизии
- 01.06.1904 — 03.06.1906 — генерал-майор (с 06.12.1904 — генерал-лейтенант) Экк, Эдуард Владимирович
- 19.07.1914 — 26.08.1914 — командующий генерал-майор Баташев, Никита Михайлович
- 26.08.1914 — 21.04.1915 — генерал-лейтенант Лаврентьев, Антон Дмитриевич
- 21.04.1915 — 05.06.1916 — генерал-лейтенант Десино, Константин Николаевич
- 05.06.1916 — 25.09.1916 — командующий генерал-майор Монкевиц, Николай Августович
- 25.10.1916 — 12.05.1917 — генерал-лейтенант Монкевиц, Николай Августович
- 12.05.1917 — xx.xx.xxxx — командующий генерал-майор Канцеров, Павел Григорьевич

### Начальники штаба дивизии
- 15.09.1914 — 23.11.1915 — полковник Левизов, Николай Иванович
- 06.12.1915 — 10.08.1916 — и. д. подполковник Какурин, Николай Евгеньевич
- 10.08.1916 — 09.12.1917 — и. д. подполковник (с 15.08.1917 полковник) Попелло, Хрисанф Лаврентьевич
- хх.хх.1917 — хх.хх.хххх — и. д. капитан ГШ Сергеев, Евгений Николаевич

### Командиры бригады
- 14.01.1915 — 13.06.1915 — генерал-майор Навроцкий, Николай Иванович
- 03.07.1915 — 21.08.1915 — генерал-майор Носков, Пётр Алексеевич
- 06.10.1915 — 16.04.1916 — генерал-майор Рустанович, Василий Арсеньевич
- 13.06.1916 — 10.03.1917 — генерал-майор Житкевич, Владимир Александрович
- 17.03.1917 — 12.05.1917 — генерал-майор Канцеров, Павел Григорьевич
- 12.05.1917 — хх.хх.хххх — полковник Вахтель, Владимир Александрович

### Командиры 2-й бригады
- 14.01.1915 — 01.04.1915 — генерал-майор Байков, Лев Львович
- хх.хх.1915 — хх.хх.1915 — генерал-майор Китченко, Михаил Дмитриевич (временно)

### Командиры 71-й артиллерийской бригады
- 25.07.1914 — 04.11.1916 — генерал-майор Иванов, Николай Петрович
- 04.11.1916 — хх.хх.хххх — командующий полковник Покровский, Анатолий Егорович